# Tossa de Montbui
La Tossa de Montbui és una muntanya de 620 metres que es troba al municipi de Santa Margarida de Montbui, a la comarca de l'Anoia. Es pot accedir per carretera a la part alta de la muntanya, on es troba l'església de Santa Maria de la Tossa de Montbui i el Castell de Montbui.

## Geografia
Al cim de la muntanya s'hi pot trobar un vèrtex geodèsic (referència 275118001).
La Tossa de Montbui forma part d'una sèrie d'alineacions muntanyoses de la Serralada Prelitoral Catalana de direcció NE-SW; destaquen la Serra de Queralt i la Serra de Miralles, que separen les conques dels rius Anoia i Gaià. La Serra de Miralles es divideix en dos donant lloc a les elevacions de la Tossa de Montbui (627 m) i la Serra de la Portella. Aquesta última, en direcció NE, passa lateralment a la Serra de Collbàs. El mantell vegetal, format essencialment per boscos, permet el desenvolupament de poblaments faunístics característics dels boscos mediterranis.
Les formes de relleu particular, determinen una unitat fisiogràfica de notable interès paisatgístic.

## Geologia

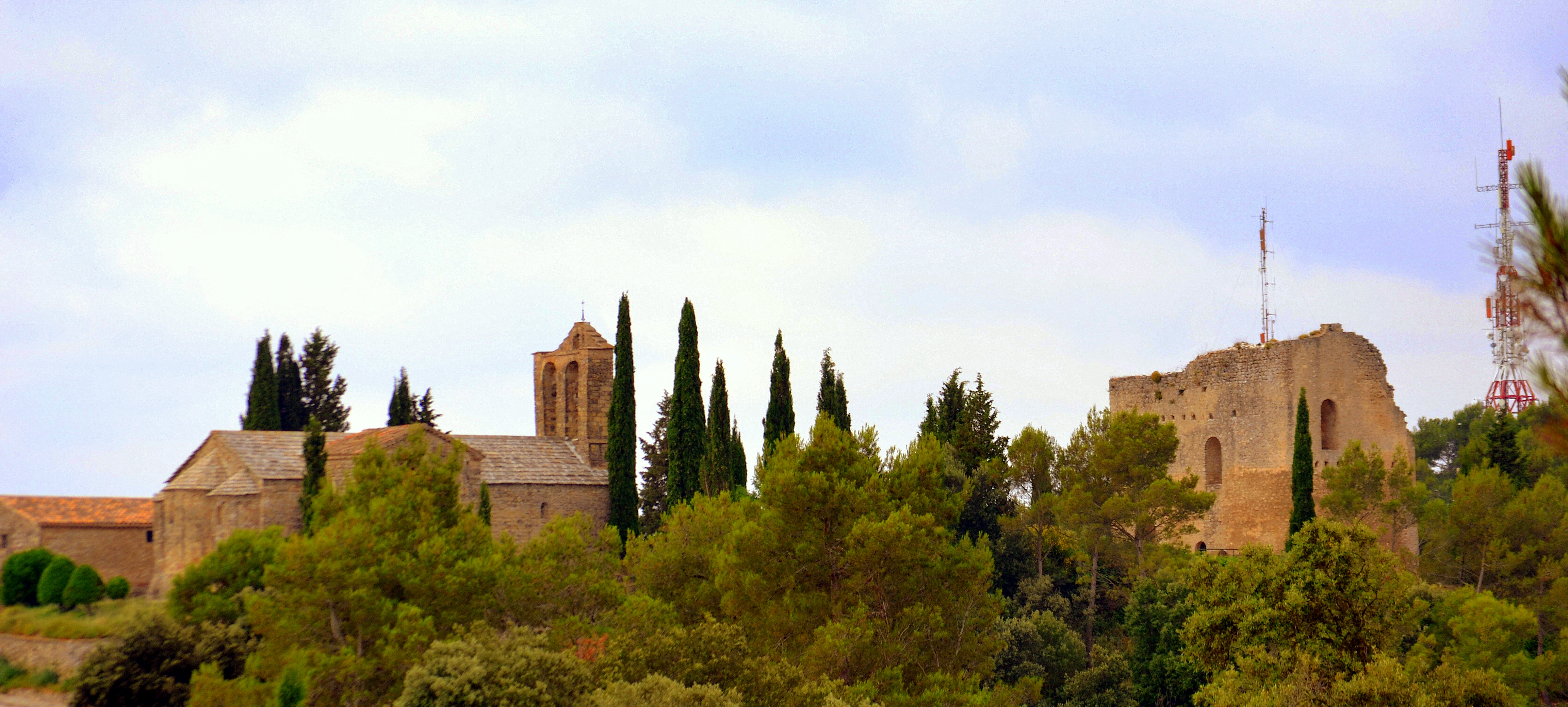
Església i torre del castell

El complex escullós de la Tossa de Montbui està situat al marge nord dels relleus de la Serralada Prelitoral Catalana. Geològicament forma part de la Conca Terciària de l'Ebre, avui ocupada per la Depressió Central Catalana. La successió estratigràfica que inclou el complex escullós de la Tossa de Montbui s'acumula en la fase regressiva del segon cicle eustàtic del Bartonià, dins del cicle sedimentari transgressiu-regressiu d'Igualada. Dins d'aquesta fase regressiva hi ha intervals transgressius d'ordre menor durant els quals es desenvolupen els esculls coral·lins o plataformes carbonatades amb molts foraminífers.

## Galeria d'imatges

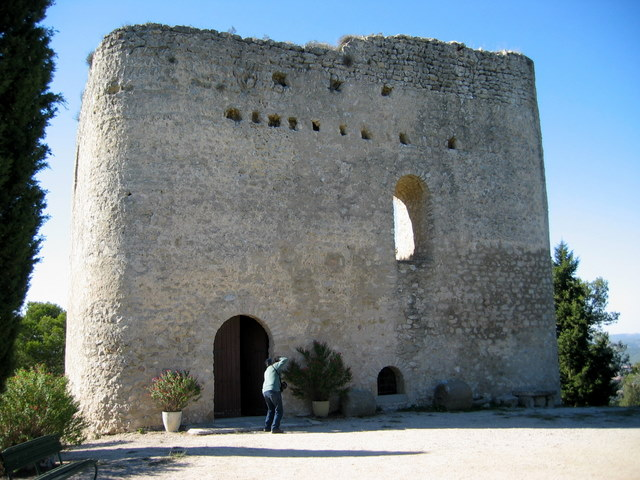
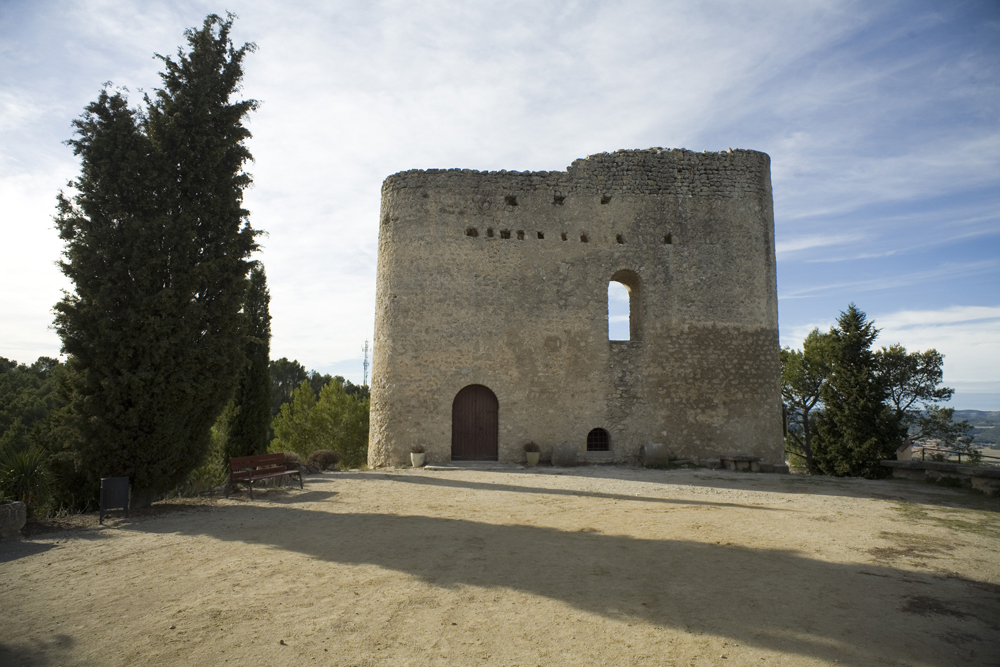
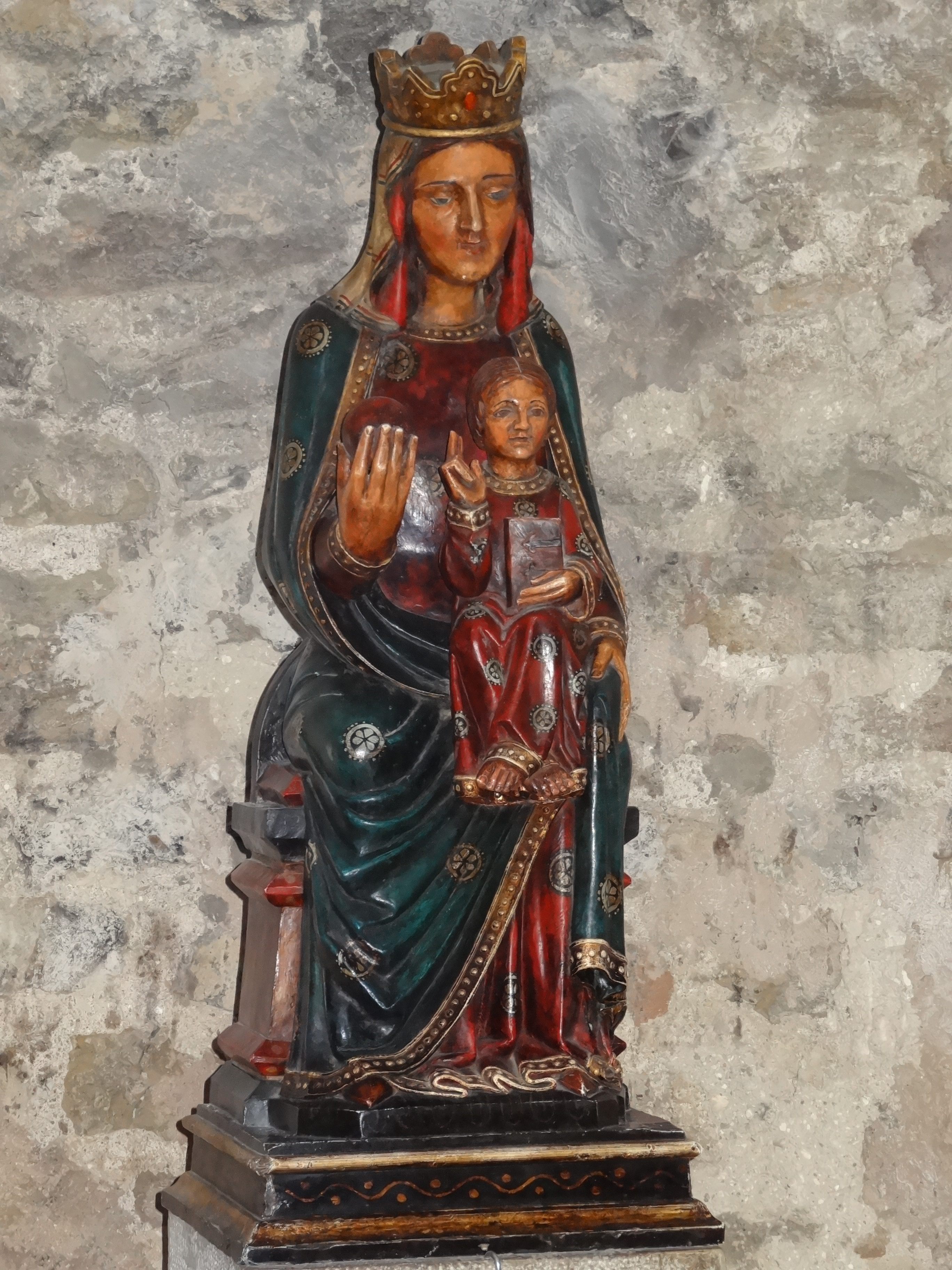
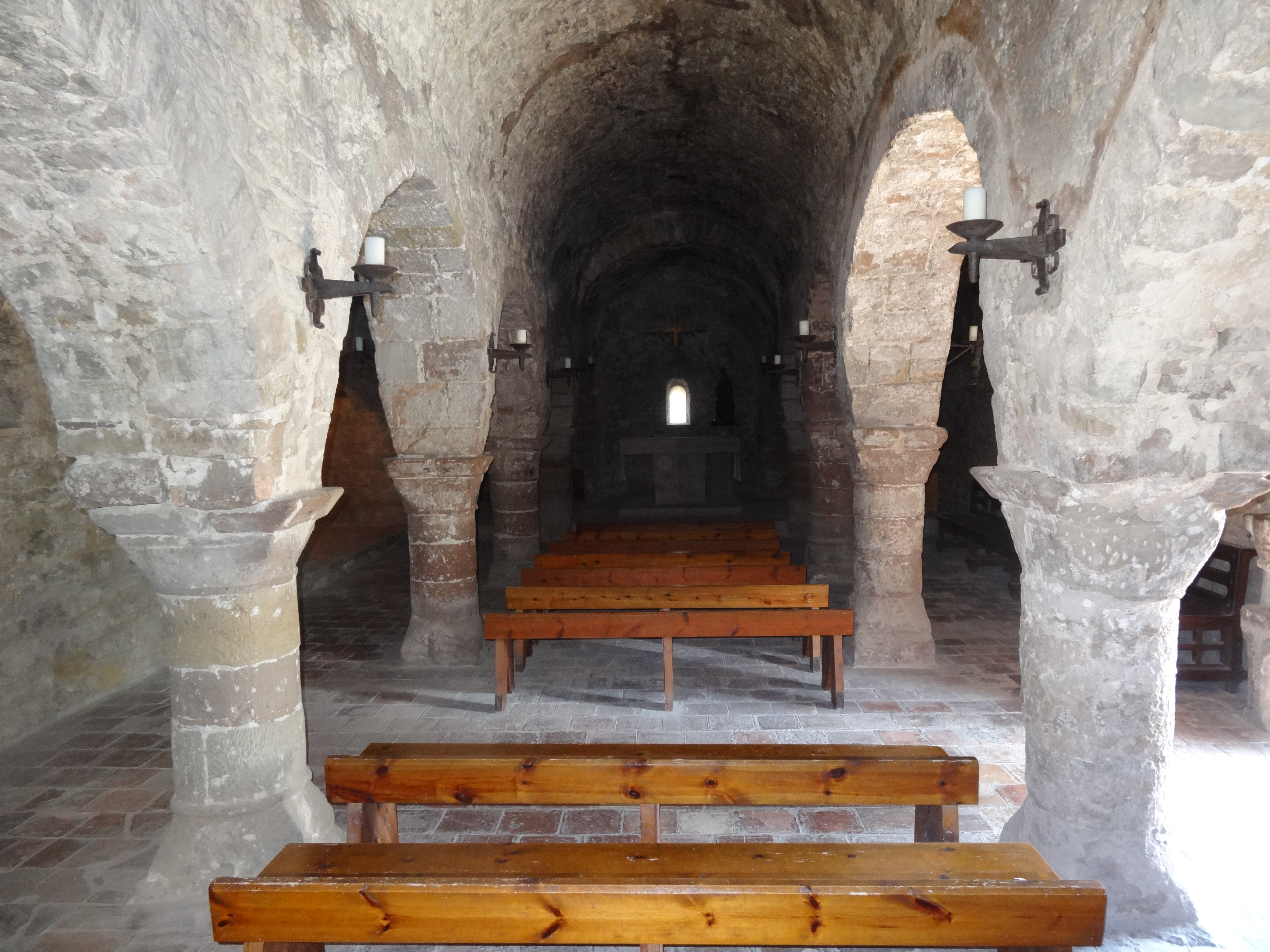
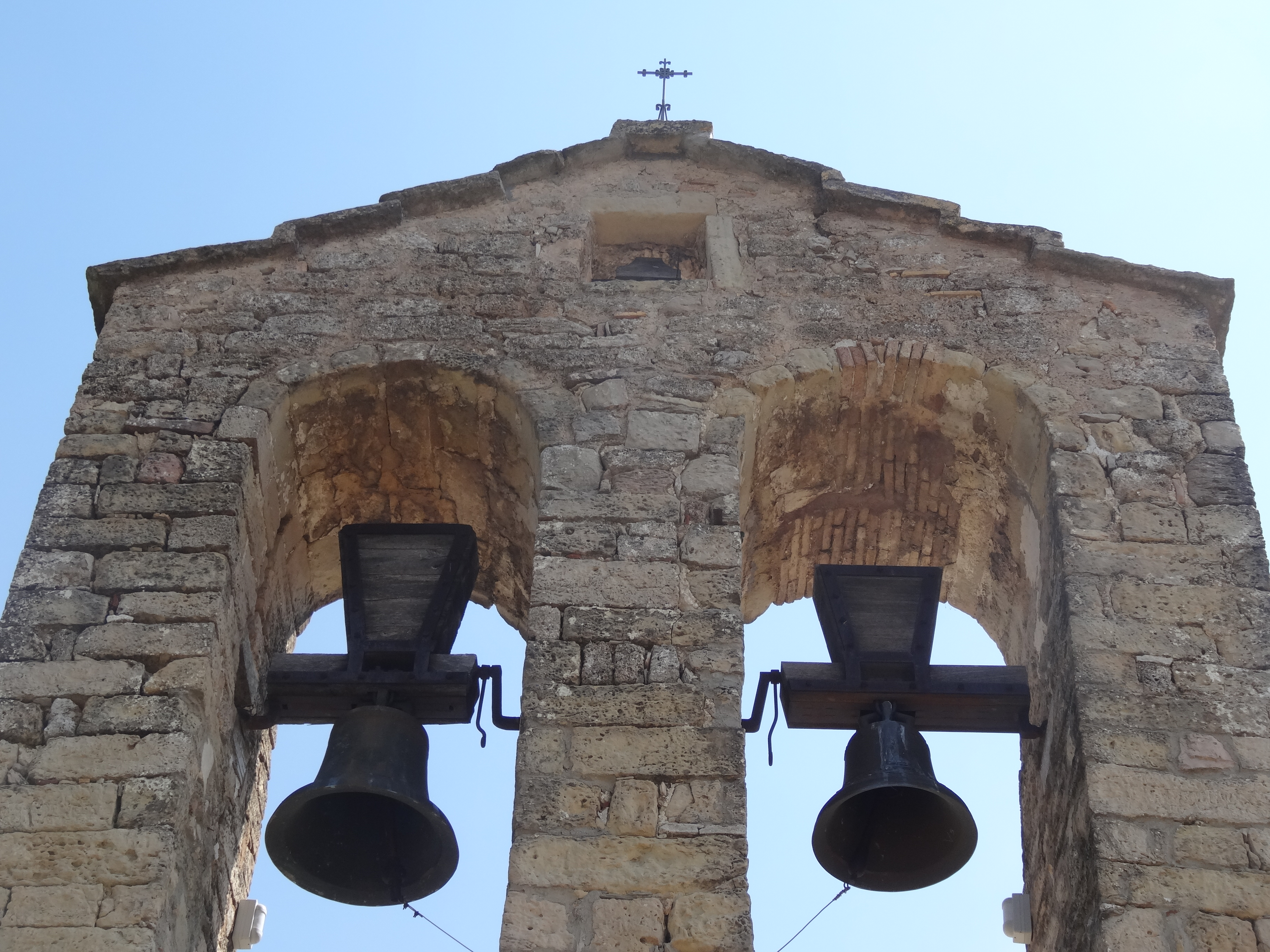
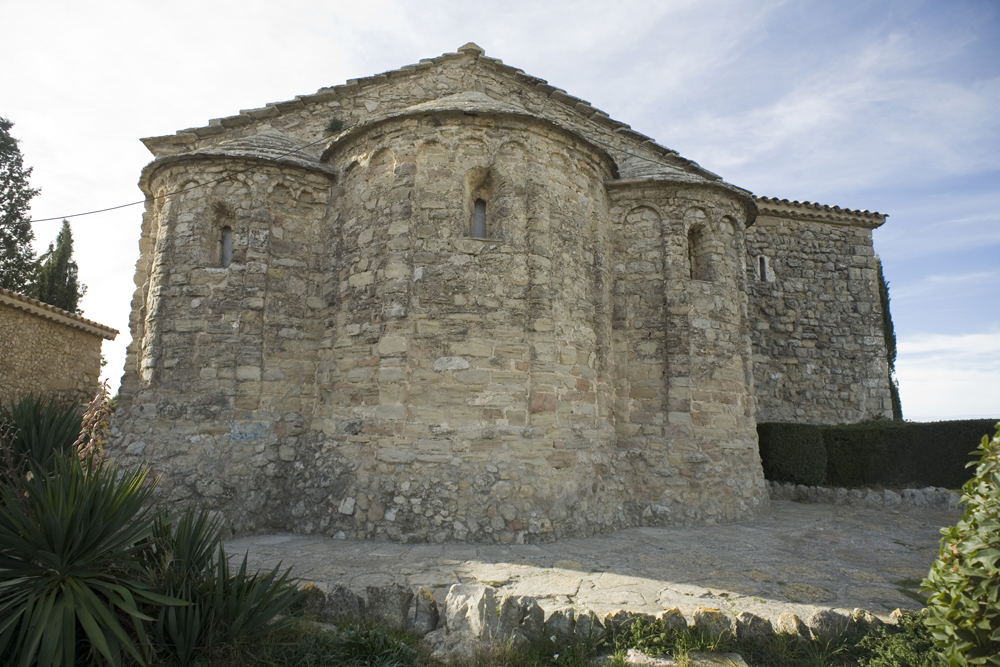
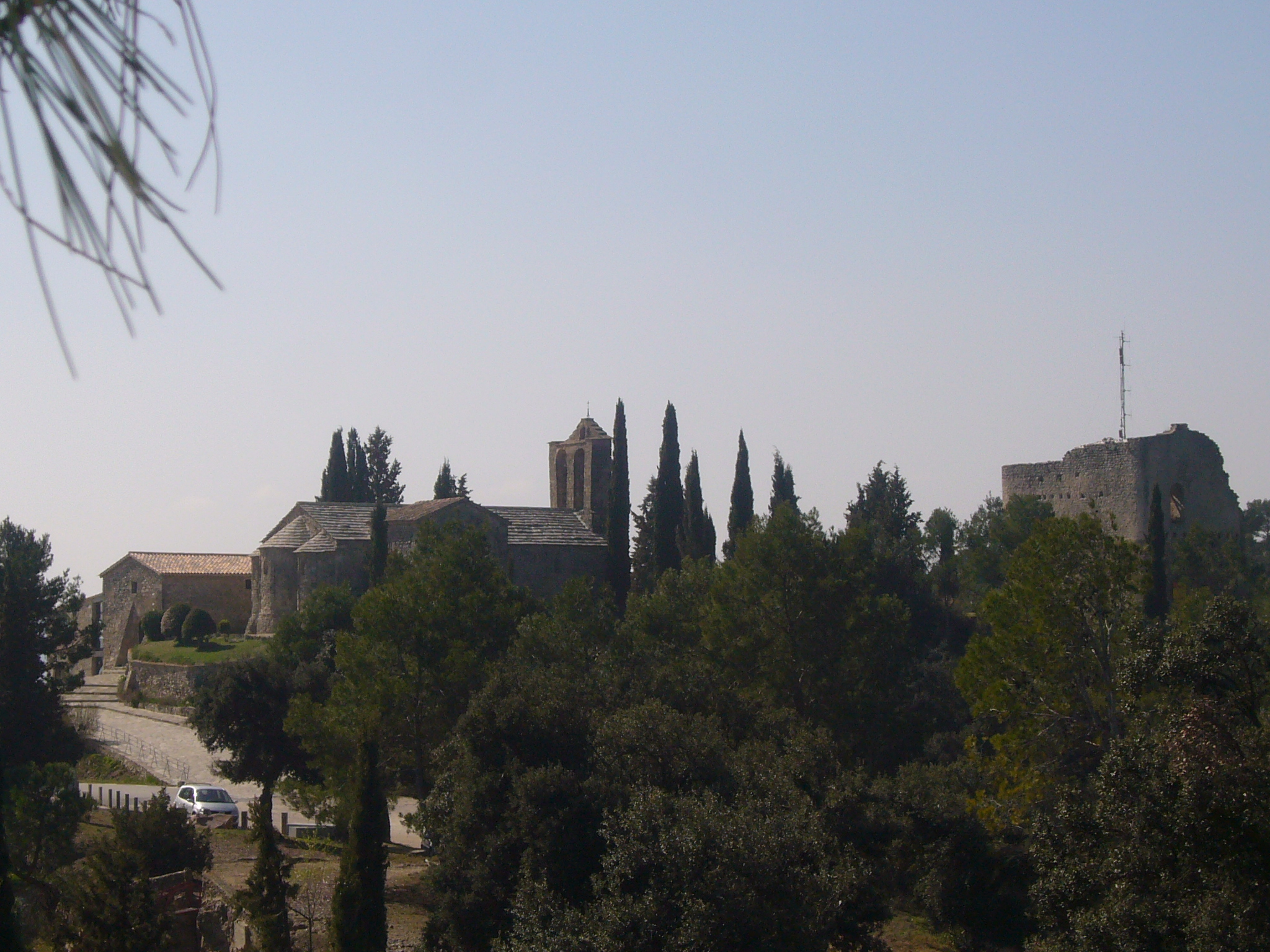
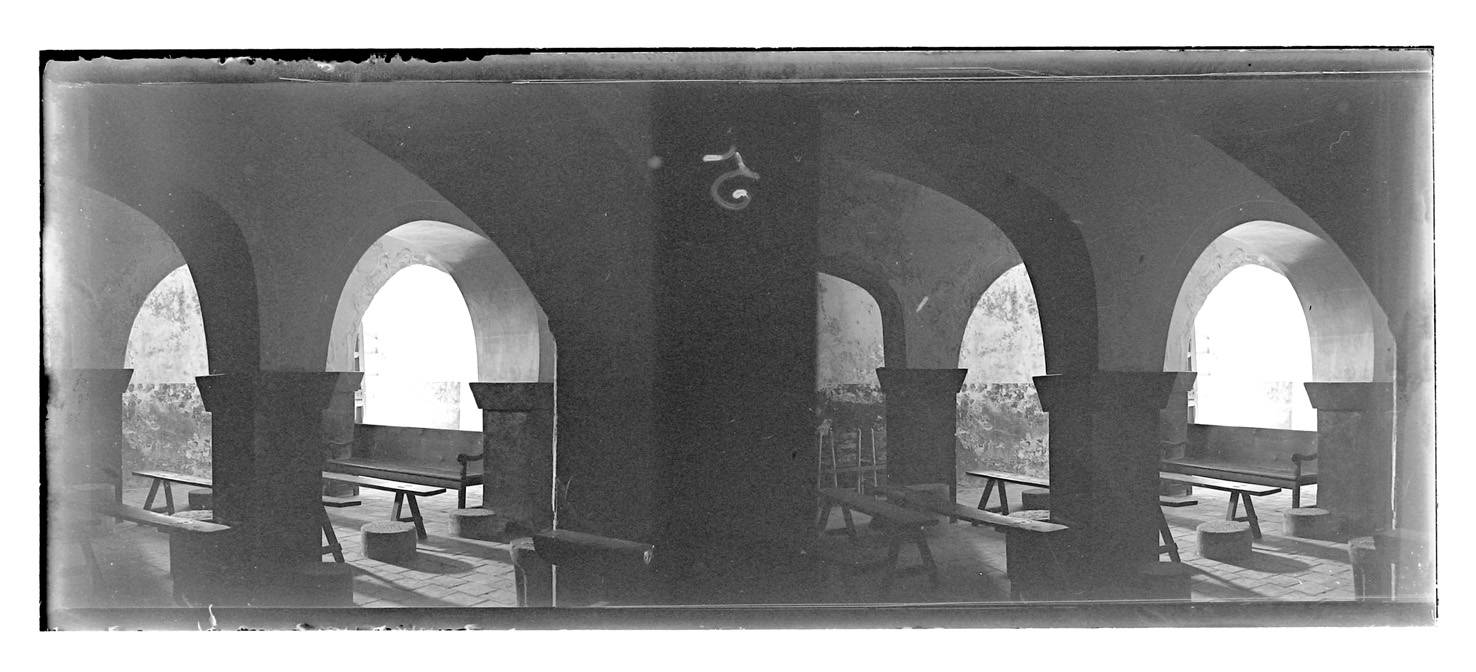